# سيمون شاما
السير سيمون مايكل شاما (بالإنجليزية: Simon Schama)‏ (من مواليد 13 فبراير 1945)، مؤرخ إنجليزي متخصص في تاريخ الفن والتاريخ الهولندي واليهودي والفرنسي. درس تاريخ الفن والتاريخ في جامعة كولومبيا في نيويورك. حصل على رتبة الإمبراطورية البريطانية (سي.بي.إي) ووسام الجمعية الملكية للأدب (إف.آر.إس.إل) وزمالة الأكاديمية البريطانية (إف.بي.إيه).
اسرتعى اهتمام الجمهور لأول مرة عند نشره تاريخ الثورة الفرنسية بعنوان  «المواطنون»، والذي نشر في عام 1989. اشتُهر في المملكة المتحدة بكتابته وانتاجه للمسلسل التلفزيوني المكون من 15 جزءًا لصالح هيئة الإذاعة البريطانية (بي بي سي) والذي بث بين عامي 2000 و2002 بعنوان «تاريخ بريطانيا».
مُنح شاما لقب «سير» في عيد ميلاد الملكة في عام 2018.

## التعليم
ولد شاما في ماريليبون بلندن. لوالدته جرتي (ني شتاينبرغ) والتي كانت من عائلة يهودية أشكنازية (من كوفنو، ليتوانيا حاليًا)، وكان والده آرثر شاما من خلفية يهودية شرقية (من سميرنا، إزميل التركية حاليًا)، تنقلوا بعد ذلك عبر مولدوفا ورومانيا.
انتقلت العائلة في منتصف الأربعينيات إلى ساوثيند أون سي في إسيكس قبل العودة إلى لندن. حصل شاما في عام 1956 على منحة دراسية للدراسة في مدرسة «هابيرداشيرز أسكيس بويز الخاصة» في كريكليوود. ثم درس التاريخ في كلية المسيح في كامبريدج حيث درسه جون إتش. تخرج بدرجة أولى من جامعة كامبريدج عام 1966.

## مهنيًا
عمل شاما محاضرًا في التاريخ بجامعة كامبريدج لفترات قصيرة، وكان زميلًا ومديرًا لدراسات التاريخ في كلية المسيح. درس بعد ذلك في جامعة أوكسفورد لبعض الوقت، إذ حصل على الزمالة من كلية براسينوز عام 1976، وتخصص في الثورة الفرنسية.
كتب شاما كتابه الأول في ذلك الوقت، «الوطنيون والمحررون»، والذي فاز بجائزة وولفسون للتاريخ. كان غرض الكتاب في الأصل هو دراسة الثورة الفرنسية، ولكنه ركز عندما نشر عام 1977 على تأثير ثورة باتريوتينتيجد في الثمانينيات من القرن الثامن عشر في هولندا، وما أعقبها.
كان كتابه الثاني «اثنان من روتشيلد في أرض إسرائيل (1978)» عبارة عن دراسة للأهداف الصهيونية لإدموند وجيمس روتشيلد.

### في الولايات المتحدة
حصل شاما في عام 1980 على كرسي في جامعة هارفرد. ركز كتابه التالي «إحراج الثروات» عام 1987 على التاريخ الهولندي من جديد. فسر شاما التناقضات التي كانت موجودة في العصر الذهبي الهولندي في القرن السابع عشر، والتي كانت متوازنة بين التوجهات المتعارضة، إما العيش بثراء مع السلطة، أو العيش حياة إلهية. إن الدليل المرجعي الذي اعتمد عليه شاما، بوجود 317 رسم توضيحي، من الشعارات والأمور التي عرفت الشخصية الهولندية، كانت مقدمةً لتوسعه كمعلق على الفن والثقافة البصرية في التسعينيات.
كتب كتابه «المواطنون (1989»  بسرعه لصالح دار نشر، والتي نشرت دراسته التي طال انتظارها عن الثورة الفرنسية، وفاز بجائزة إن سي آر بوك أوورد لعام 1990. كانت وجهة نظر الكتاب بأن الثورة اتجهت للعنف والإرهاب، مما أدى لتلقيه انتقادات سلبية خطيرة.
ظهر شاما على الشاشة في سلسلة بّي بي إس في عام 1989 بصفته خبيرًا ببرنامج «الفن حول العالم»، والذي يقدمه مايكل وود، وعلق على اللوحات التي قام بها دييغو فالازكيز وريمبراندت وجوهانيس فيرميير.
نشر مؤلفات «اليقين الميت (خلافات لا مبرر لها)» في عام 1991، وهو عمل رفيق نسبيًا لهيكل غير عادي ووجهة نظر نظرًا لأنه حقق في وفاة شخصين أُبلغ عنهما على نطاق واسع بعد مئة عام، عن وفاة جنرال الجيش البريطاني جيمس وولف في عام 1759- واللوحة الشهيرة التي تصور الحدث من قبل بنيامين ويست في 1770 ولوحة جورج باركمان، قتل عم المؤرخ الأمريكي المعروف في القرن التاريع عشر فرانسيس باركمان.
تطرق شاما إلى بعض الصلات المحتملة بين الحالتين، واستكشف عجز المؤرخ «عن إعادة بناء عالم ميت في أكمل وجه مهما كانت مستفيضًا أو كاشفًا للوثائق)»، وسد الاختلاف «الفجوة المضايقة التي تفصل بين الحدث المباشر والسرد اللاحق له». لم يستوعب جميع الفقراء فارق العنوان: لقد استقبل استقبالًا نقديًا وأكاديميًا مختلطًا للغاية. ندد المؤرخون التقليديون على وجه الخصوص بتكامل شاما مع الحقيقة والتخمين من أجل إنتاج سرد سلس، ولكن التقييمات اللاحقة أخذت نظرة أكثر راحة للتجربة.
سرعان ما اتخذ الكثيرون هذه المقاربة من الكتاب التاريخيون مثل بيتر أكرويد وديفيد تايلور وريتشارد هولمز.
تجاوزت المبيعات في غلاف فني أعمال شاما السابقة، كما اتضح من التصنيفات النسبية في موقع أمازون.
ركز كتاب شاما التالي «المناظر الطبيعية والذاكرة (1995)» على العلاقة بين البيئة المادية والذاكرة الشعبية، وفصل بين مكونات المناظر الطبيعية مثل الخشب والماء والصخور بالإضافة لتجسيده الوعي الثقافي «للذاكرة» الجماعية المتجسدة في الأساطير، والتي وجد شاما أن التعبير عنها ظاهريًا. كان هذا الكتاب أكثر تنظيمًا تقليديًا وأكثر تحديدًا من حيث مقارنته إذ احتوى على أكثر من شخصية، وعلى الرغم من الآراء المختلفة حول هذا الكتاب إلا أنه حقق نجاحًا تجاريًا كبيرًا وفاز بالعديد من الجوائز.
جاء الثناء من عالم الفن وليس من الأوساط الأكاديمية التقليدية. أصبح شاما ناقدًا فنيًا وعمل لصالح صحيفة ذا نيويوركر في عام 1995. شغل هذا المنصب لمدة ثلاث سنوات إذ ربط عمله مع واجباته المهنية في جامعة كولومبيا، نُشرت مجموعة مختارة من مقالاته والتي اختارها هو بشكل شخصي عن الفن لصالح المجلة، تحت عنوان «هانغ ابّس» في عام 2005. أصدر شاما خلال ذلك الوقت أيضًا «عيون رامبراندت» المرسومة ببذخ وحققت نجاحًا تجاريًا كبيرًا أيضًا. وعلى الرغم من عنوان الكتاب، إلا أنه يتناقض مع السيرة الذاتية لرامبراندت فان راين وبيتر بول روبنز.

### بي بي سي
كتب شاما وقدم سلسلة تسمى «لاندسكيب أند ميموري» في عام 1995 لمرافقة الكتاب الذي حمل نفس الاسم. عادا شاما عام 2000 للمملكة المتحدة بعد أن كلفته هيئة الإذاعة البريطانية إنتاج سلسلة من البرامج الوثائية التلفزيونية التي تتحدث عن التاريخ البريطاني كجزء من احتفالات الألفية الجديدة، تحت عنوان «تاريخ بريطانيا».
كتب شاما وقدم الحلقات بنفسه، بأسلوب ودي ودائم في كثير من الأحيان مع طريقة عرضه المميزة جدًا، كوفئ بمراجعات ممتازة ودرجات عالية بشكل غير متوقع. ومع ذلك، كان هناك بعض الغضب والانتقادات التي عبر مجموعة من المؤرخين عنها بسبب سرد شاما المكثف لتاريخ الجزر البريطانية في هذه المناسبة، لا سيما من قبل المتخصصين في تاريخ ما قبل الأنجلوسكسونية للحضارة السلتية المعزولة. أُنتجت ثلاث سلاسل، بمجموع 15 حلقة، والتي غطّت الفترة الكاملة للتاريخ البريطاني حتى عام 1965، واستمرت لتصبح واحدة من أكثر المسلسلات الوثائقية لهيئة الإذاعة البريطانية مبيعًا على أقراص ال دي في دي. كتب شاما ثلاثية من الكتب المرتبطة بالمعرض، والتي شملت القصة حتى عام 2000، حدث بعض الجدال حول ما إذا كانت الكتب هي المنتج الموازي للمسلسل التلفزيوني، أو العكس. إذ السلسلة بشعبية كبيرة في الولايات المتحدة عندما عُرضت لأول مرة على قناة «التاريخ».
تلقى شاما رتبة الإمبراطورية العظمى (سي بي إي). وقع عقدًا جديدًا في عام 2003 مع «بي بي سي» وهاربر كولينز من أجل إنتاج ثلاثة كتب جديدة واثنين من المسلسلات التلفزيونية المصاحبة. بلغت قيمة العقد 3 ملايين جنيه إسترليني (5.3 مليون دولار أمريكي) إذ مثل أكبر عقد قُدم لمؤرخ تلفزيوني على الإطلاق. كانت النتيجة الأولى للعقد عبارة عن كتاب وبرنامج تلفزيوني بعنوان «راف كروسينج:بريطانيا والعبيد والثورة الأمريكية»، وتناول بشكل خاص الإعلان الصادر خلا ل الحرب الثورية للورد دونمور الذي يقدم للعبيد حرية المزارع المتمردة في المقابل. لخدمة التاج.

## روابط خارجية
- سيمون شاما على موقع IMDb (الإنجليزية)
- سيمون شاما على موقع ديسكوغز (الإنجليزية)
- سيمون شاما على موقع قاعدة بيانات الفيلم (الإنجليزية)